# Burrillia echinodori
Burrillia echinodori är en svampart som beskrevs av G.P. Clinton 1902. Burrillia echinodori ingår i släktet Burrillia och familjen Doassansiaceae.   Inga underarter finns listade i Catalogue of Life.